# Alf Henrikson
Alf Ragnar Sten Henrikson, född 9 juli 1905 i Hakarps församling (Huskvarna) i Jönköpings län, död 9 maj 1995 i Bromma församling i Stockholm, var en svensk författare, poet, översättare och tidningsman. 
Henrikson var under en stor del av 1900-talet en ledande folkbildare och populärvetenskaplig författare. Han hade särskilt intresse för historia, med kulturhistorisk inriktning, och var även verksam som dagsverspoet (under signaturen H) och översättare.

## Biografi

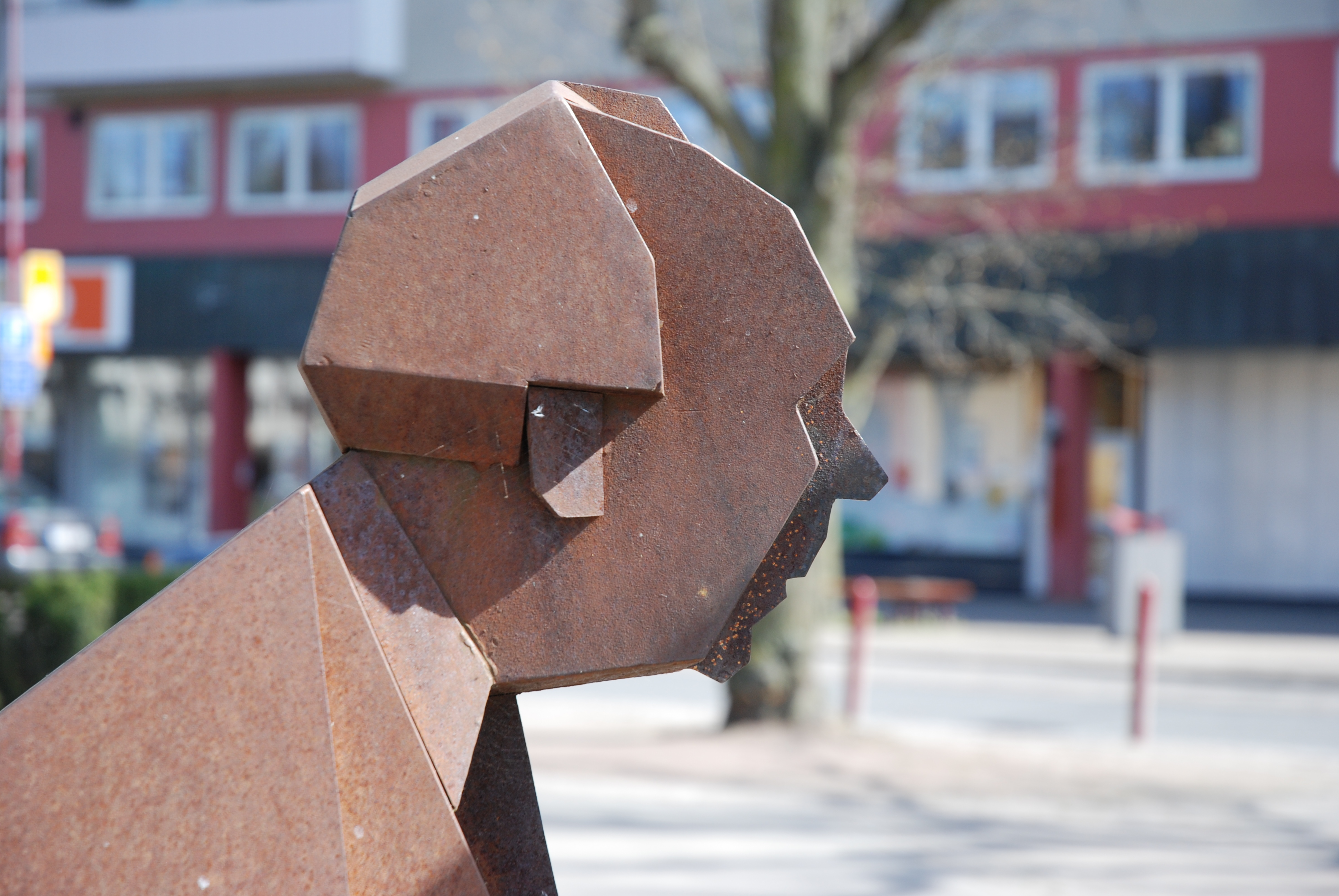
Alf Henrikson, detalj av Vägen genom A, skulptur i cortenstål av Thomas Qvarsebo, Esplanaden i Huskvarna.

Alf Henrikson föddes i Huskvarna, som då tillhörde Hakarps församling, till vapenarbetaren Arvid Henrikson och Linnea, född Jönsson. Han var bror till grafikern Stig Henrikson.
År 1925 tog han studentexamen i Jönköping och arbetade därefter som journalist och poet. Han gifte sig 1931 med Ebba Alfrida Kristina Weck, född 1907. I oktober 1933 föddes sonen Kjell Alfred Stig. De bodde då på Norr Mälarstrand i Stockholm vägg i vägg med Birger och Kajsa Lundquist. Efter en kort tid på Erik Dahlbergsgatan på Gärdet inköptes villan Hasselbergsvägen 14 i Södra Ängby. Där föddes 1938 andre sonen Lars Arvid, och där levde och verkade Alf Henrikson till sin död 1995. Han är begravd på Huskvarna kyrkogård.

## Verk
Henrikson debuterade 1927 med diktsamlingen Jazzrytm. I handeln är fortfarande framför allt hans historiska essäsamlingar och kåserier populära, och Hexikon (1981) har utkommit i flera nya tryck och omarbetningar. I åtskilliga verk från 1940- och 1950-talen samarbetade Henrikson med tecknaren Birger Lundquist och senare med tecknaren och författaren Björn Berg. Lundquist och Berg var båda kollegor med Henrikson på Dagens Nyheter, och många av de gemensamma böckerna hade ursprung i artiklar eller verser från tidningen. Hans dikter har tonsatts av bland annat Arne Ljusberg, som på lp:n Arne Ljusberg föredrar Alf Henrikson (1982) samlat en del av dessa tonsättningar.
Henrikson medverkade i bland annat Dagens Nyheter, Vecko-Journalen och Månadsjournalen. Utöver tusentals dagsverser har Henrikson skrivit sångtexter och operalibretton, och dessutom översatt bland annat Giuseppe Verdis Falstaff, för Musikteatern i Värmland 1993, Jaques Offenbachs Hoffmanns äventyr för Kungliga Operan 1990 och Wolfgang Amadeus Mozarts Trollflöjten för Kungliga Operan 1968. Den senare användes i Ingmar Bergmans film Trollflöjten (1974), liksom på Stora Teatern i Göteborg 1980. 
Även mat var ett återkommande tema i Henriksons verk, och han var en av de sjudderton i Gastronomiska akademien. Vid omkring 80 års ålder påbörjade Henrikson A–Ö: En uppslagsbok (1990–1995, 21 vol.), ett eget uppslagsverk på nästan 1800 sidor.

## Priser och utmärkelser
- 1956 – Boklotteriets stipendiat
- 1957 – Boklotteriets stipendiat
- 1964 – Litteraturfrämjandets stora pris
- 1967 – Korresponderande ledamot av Kungl. Vitterhets Historie och Antikvitets Akademien[4]
- 1968 – Hedersdoktor vid Stockholms universitet[5]
- 1973 – Trevipriset[6]
- 1977 – Litteris et Artibus
- 1977 – Läkerols svenska kulturpris
- 1979 – Övralidspriset
- 1981 – Kommendör av Italienska republikens förtjänstorden[7]
- 1984 – Sokratespriset[8]
- 1985 – Frank Heller-priset[9]
- 1987 – Professors namn[10]
- 1991 – Natur & Kulturs kulturpris
- 1994 – Årets smålänning[11]
- 1995 – Månadsjournalens intelligenspris

## Övrigt
- Alf Henrikson-priset, som instiftades 1980, tilldelas personer som genom gediget yrkeskunnande bidragit till den goda litterära produkten[12].
- Tåget Y32 1409 som trafikerar de regionala linjerna för Krösatågen i Småland och Halland, har fått namnet Alf Henrikson.